# Lijst van brutoformules C02
Dit lemma is een onderdeel van de lijst van brutoformules met twee koolstofatomen.

## C2Ag
| Brutoformule                    | Naam                                                        |
| ------------------------------- | ----------------------------------------------------------- |
| {\displaystyle {\ce {C2Ag2}}}   | Zilveracetylide {\displaystyle {\ce {Ag2C2}}} ~ als carbide |
| {\displaystyle {\ce {C2Ag2O4}}} | Zilver(I)oxalaat {\displaystyle {\ce {Ag2(C2O4)}}}          |

## C2Al
| Brutoformule                              | Naam                                                     |
| ----------------------------------------- | -------------------------------------------------------- |
| {\displaystyle {\ce {C2Al6Ca2Na6O30Si6}}} | Cancriniet {\displaystyle {\ce {Na6Ca2Al6Si6O24(CO3)2}}} |

## C2Ba
| Brutoformule                   | Naam                                         |
| ------------------------------ | -------------------------------------------- |
| {\displaystyle {\ce {C2BaO4}}} | Bariumoxalaat {\displaystyle {\ce {BaC2O4}}} |

## C2Ca
| Brutoformule                        | Naam                                                                                           |
| ----------------------------------- | ---------------------------------------------------------------------------------------------- |
| {\displaystyle {\ce {C2Ca}}}        | Calciumcarbide ~ Ook wel: carbid, karbiet                                                      |
| {\displaystyle {\ce {C2CaMgO6}}}    | Dolomiet {\displaystyle {\ce {CaMg(CO3)2}}} ~ bron Magnesium. dolomiet als bron voor magnesium |
| {\displaystyle {\ce {C2CaN2}}}      | Calciumcyanide {\displaystyle {\ce {Ca(CN)2}}}                                                 |
| {\displaystyle {\ce {C2CaO4}}}      | Calciumoxalaat {\displaystyle {\ce {CaC2O4}}}                                                  |
| {\displaystyle {\ce {C2Ca5O13Si2}}} | Tilleyiet {\displaystyle {\ce {Ca5Si2O7(CO3)2}}}                                               |

## C2Cd
| Brutoformule                   | Naam                                                                      |
| ------------------------------ | ------------------------------------------------------------------------- |
| {\displaystyle {\ce {C2CdO4}}} | Cadmiumoxalaat {\displaystyle {\ce {CdC2O4}}} ~ in bereiding cadmiumoxide |

## C2Cl
| Brutoformule                          | Naam |
| ------------------------------------- | --- |
| {\displaystyle {\ce {C2ClF3}}}        | Chloortrifluoretheen (R-1113)                                                                                   |
| {\displaystyle {\ce {C2ClF5}}}        | Chloorpentafluorethaan ~ Ook wel: R-115, CFC-115 ~ als freon                                                    |
| {\displaystyle {\ce {C2Cl2F4}}}       | Dichloortetrafluorethaan ~ IUPAC: 1,2-dichloor-1,1,2,2-tetrafluorethaan ~ Ook wel: R-114, CFC-114 ~ als freon   |
| {\displaystyle {\ce {C2Cl2F4}}}       | 1,1-Dichloor-1,2,2,2-tetrafluorethaan                                                                           |
| {\displaystyle {\ce {C2Cl2F4}}}       | 1,2-Dichloor-1,1,2,2-tetrafluorethaan                                                                           |
| {\displaystyle {\ce {C2Cl2O2}}}       | Oxalylchloride ~ Formule: {\displaystyle {\ce {(COCl)2}}}                                                       |
| {\displaystyle {\ce {C2Cl3F3}}}       | trichloortrifluorethaan ~ Ook wel: R-113, CFC-113 ~ als freon                                                   |
| {\displaystyle {\ce {C2Cl3NaO2}}}     | Natriumtrichlooracetaat                                                                                         |
| {\displaystyle {\ce {C2Cl4}}}         | Tetrachlooretheen ~ IUPAC: Tetrachlooretheen ~ Ook wel: perchlooretheen, tetrachloorethyleen, perchloorethyleen |
| {\displaystyle {\ce {C2Cl4polymeer}}} | Perchloorethyleen                                                                                               |
| {\displaystyle {\ce {C2Cl4O2}}}       | Difosgeen |
| {\displaystyle {\ce {C2Cl6}}}         | hexachloorethaan ~ ook wel: perchloorethaan, R-116, CFC-116 ~ als freon ~ in bereiding perchloorethyleen        |

## C2Cu
| Brutoformule                  | Naam                          |
| ----------------------------- | ----------------------------- |
| {\displaystyle {\ce {C2Cu2}}} | koper(I)carbide ~ als carbide |

## C2D
| Brutoformule                    | Naam                                                            |
| ------------------------------- | --------------------------------------------------------------- |
| {\displaystyle {\ce {C2DF3O2}}} | Gedeutereerd trifluorazijnzuur {\displaystyle {\ce {CF3COOD}}}  |
| {\displaystyle {\ce {C2D3N}}}   | Gedeutereerd acetonitril {\displaystyle {\ce {CD3C#N}}}         |
| {\displaystyle {\ce {C2D4O2}}}  | Gedeutereerd azijnzuur {\displaystyle {\ce {CD3COOD}}}          |
| {\displaystyle {\ce {C2D6O}}}   | Gedeutereerd ethanol {\displaystyle {\ce {C2D5OD}}}             |
| {\displaystyle {\ce {C2D6OS}}}  | Gedeutereerd dimethylsulfoxide {\displaystyle {\ce {(CD3)2SO}}} |

## C2F
| Brutoformule                  | Naam                                                             |
| ----------------------------- | ---------------------------------------------------------------- |
| {\displaystyle {\ce {C2F2}}}  | Difluoracetyleen ~ als fluorkoolstof                             |
| {\displaystyle {\ce {C2F3N}}} | Trifluormethylisocyanide {\displaystyle {\ce {CF3-N^{+}#C^{-}}}} |
| {\displaystyle {\ce {C2F4}}}  | Tetrafluoretheen ~ als fluorkoolstof ~ in teflon                 |
| {\displaystyle {\ce {C2F4}}}  | Teflon                                                           |
| {\displaystyle {\ce {C2F4O}}} | Trifluoracetylfluoride ~ in synthese trifluorazijnzuur           |
| {\displaystyle {\ce {C2F6}}}  | Hexafluorethaan ~ Ook wel: perfluorethaan                        |

## C2Hg
| Brutoformule                     | Naam                                                                                               |
| -------------------------------- | -------------------------------------------------------------------------------------------------- |
| {\displaystyle {\ce {C2HgN2}}}   | Kwik(II)cyanide {\displaystyle {\ce {Hg(CN)2}}}                                                    |
| {\displaystyle {\ce {C2HgN2O2}}} | Kwik(II)cyanaat {\displaystyle {\ce {Hg(OCN)2}}}                                                   |
| {\displaystyle {\ce {C2HgN2O2}}} | Kwik(II)fulminaat {\displaystyle {\ce {Hg(CNO)2}}} ~ IUPAC: kwik(II)isocyanaat ~ Ook wel: knalkwik |
| {\displaystyle {\ce {C2HgN2S2}}} | Kwik(II)thiocyanaat {\displaystyle {\ce {Hg(SCN)2}}}                                               |

## C2K
| Brutoformule                   | Naam                                                                           |
| ------------------------------ | ------------------------------------------------------------------------------ |
| {\displaystyle {\ce {C2K2O2}}} | Kaliumethynoaat ~ in synthese van benzeenhexol kopje: Benzeenhexolaten         |
| {\displaystyle {\ce {C2K2O6}}} | Kaliumperoxodicarbonaat {\displaystyle {\ce {K2C2O6}}} ~ als Peroxodicarbonaat |

## C2La
| Brutoformule                 | Naam                          |
| ---------------------------- | ----------------------------- |
| {\displaystyle {\ce {C2La}}} | Lanthaancarbide ~ als carbide |

## C2Li
| Brutoformule                    | Naam                                                                             |
| ------------------------------- | -------------------------------------------------------------------------------- |
| {\displaystyle {\ce {C2Li2O6}}} | Lithiumperoxodicarbonaat {\displaystyle {\ce {Li2C2O6}}} ~ als Peroxodicarbonaat |

## C2N
| Brutoformule                     | Naam                                                          |
| -------------------------------- | ------------------------------------------------------------- |
| {\displaystyle {\ce {C2NNaS2}}}  | cyanodithioformaat ~ in synthese Natriummaleonitrildithiolaat |
| {\displaystyle {\ce {C2N2}}}     | Oxalonitril                                                   |
| {\displaystyle {\ce {C2N2PbS2}}} | Lood(II)thiocyanaat {\displaystyle {\ce {Pb(SCN)2}}}          |

## C2Na
| Brutoformule                    | Naam                                                                             |
| ------------------------------- | -------------------------------------------------------------------------------- |
| {\displaystyle {\ce {C2Na2}}}   | Natriumcarbide ~ als carbide                                                     |
| {\displaystyle {\ce {C2Na2O4}}} | Natriumoxalaat {\displaystyle {\ce {Na2C2O4}}} ~ Ook wel: dinatriumoxalaat       |
| {\displaystyle {\ce {C2Na2O6}}} | Natriumperoxodicarbonaat {\displaystyle {\ce {Na2C2O6}}} ~ als Peroxodicarbonaat |

## C2O
| Brutoformule                    | Naam |
| ------------------------------- | --- |
| {\displaystyle {\ce {C2O}}}     | Dikoolstofmonoxide {\displaystyle {\ce {C=C=O}}}                                                                |
| {\displaystyle {\ce {C2O2}}}    | etheendion {\displaystyle {\ce {O=C=C=O}}}                                                                      |
| {\displaystyle {\ce {C2O2}}}    | etheendion-monoanion {\displaystyle {\ce {^{-}O=C=C=O}}} ~ in synthese etheendion                               |
| {\displaystyle {\ce {C2O2}}}    | ethyndioaat {\displaystyle {\ce {^{-}O-C#C-O^{-}}}} ~ als Koolstof-zuurstof-anion Kopje Koolstof-zuurstof-zuren |
| {\displaystyle {\ce {C2O3}}}    | Oxaalzuuranhydride (Oxiraandiketon)                                                                             |
| {\displaystyle {\ce {C2O4}}}    | 1,2-dioxetaandion ~ als Koolstof-zuurstof-anion Kopje Neutrale deeltjes                                         |
| {\displaystyle {\ce {C2O4}}}    | 1,3-dioxetaandion ~ als Koolstof-zuurstof-anion Kopje Neutrale deeltjes                                         |
| {\displaystyle {\ce {C2O5}}}    | Dicarbonaat {\displaystyle {\ce {C2O5^{2-}}}}                                                                   |
| {\displaystyle {\ce {C2O6}}}    | Peroxodicarbonaat {\displaystyle {\ce {C2O6^{2-}}}}                                                             |
| {\displaystyle {\ce {C2O6Rb2}}} | Rubidiumperoxodicarbonaat {\displaystyle {\ce {Rb2C2O6}}} ~ als Peroxodicarbonaat                               |

## C2H1
| Brutoformule                       | Naam                                                                 |
| ---------------------------------- | -------------------------------------------------------------------- |
| {\displaystyle {\ce {C2HBrClF3}}}  | 1-broom-1-chloor-2,2,2-trifluorethaan ~ als halothaan                |
| {\displaystyle {\ce {C2HCl2F3}}}   | 2,2-dichloor-1,1,1-trifluorethaan ~ Ook wel: Dichloortrifluorethaan  |
| {\displaystyle {\ce {C2HCl3O}}}    | 2,2-dichlooracetylchloride                                           |
| {\displaystyle {\ce {C2HF3O2}}}    | Trifluorazijnzuur                                                    |
| {\displaystyle {\ce {C2 ^2HF3O2}}} | Gedeutereerd trifluorazijnzuur {\displaystyle {\ce {CF3COO ^2H}}}    |
| {\displaystyle {\ce {C2HF5}}}      | Pentafluorethaan ~ Ook wel: freon 125; R-125                         |
| {\displaystyle {\ce {C2HCl3}}}     | Trichlooretheen ~ tri                                                |
| {\displaystyle {\ce {C2HCl3O}}}    | Chloraal ~ IUPAC: trichloorethanal                                   |
| {\displaystyle {\ce {C2HCl3O2}}}   | Trichloorazijnzuur                                                   |
| {\displaystyle {\ce {C2HNa3O6}}}   | Natriumsesquicarbonaat ~ Formule: {\displaystyle {\ce {Na3H(CO3)2}}} |

## C2H2
| Brutoformule                      | Naam |
| --------------------------------- | --- |
| {\displaystyle {\ce {C2H2}}}      | Ethyn ~ Ook wel: acetyleen                                                                                               |
| {\displaystyle {\ce {C2H2AsCl3}}} | Lewisiet |
| {\displaystyle {\ce {C2H2Br2O2}}} | Dibroomazijnzuur |
| {\displaystyle {\ce {C2H2CaO4}}}  | calciumformiaat ~ Formule: {\displaystyle {\ce {Ca(HCOO)2}}} ~ als E328                                                  |
| {\displaystyle {\ce {C2H2CaO6}}}  | Calciumwaterstofcarbonaat ~ Formule: {\displaystyle {\ce {Ca(HCO3)2}}} ~ Ook wel: calciumbicarbonaat ~ als kalk          |
| {\displaystyle {\ce {C2H2ClN}}}   | Chlooracetonitril {\displaystyle {\ce {ClCH2C#N}}}                                                                       |
| {\displaystyle {\ce {C2H2Cl2}}}   | 1,1-dichlooretheen |
| {\displaystyle {\ce {C2H2Cl2}}}   | 1,2-dichlooretheen ~ voorbeeld in cis-trans-isomerie                                                                     |
| {\displaystyle {\ce {C2H2Cl2}}}   | Chlooracetylchloride |
| {\displaystyle {\ce {C2H2Cl4}}}   | 1,1,1,2-tetrachloorethaan                                                                                                |
| {\displaystyle {\ce {C2H2Cl4}}}   | 1,1,2,2-tetrachloorethaan                                                                                                |
| {\displaystyle {\ce {C2H2ClF3}}}  | 2-chloor-1,1,1-trifluorethaan ~ HCFC-133a                                                                                |
| {\displaystyle {\ce {C2H2Cl2O2}}} | Dichloorazijnzuur |
| {\displaystyle {\ce {C2H2Cu3O8}}} | Azuriet ~ Formule: {\displaystyle {\ce {Cu3(CO3)2(OH)2}}}                                                                |
| {\displaystyle {\ce {C2H2FNaO2}}} | Natriumfluoracetaat ~ Formule: {\displaystyle {\ce {FCH2COONa}}} ~ als zout van fluorazijnzuur                           |
| {\displaystyle {\ce {C2H2F2}}}    | 1,1-difluoretheen ~ Ook wel: vinylideenfluoride ~ polymeer: polyvinylideenfluoride                                       |
| {\displaystyle {\ce {C2H2F2O2}}}  | Difluorazijnzuur |
| {\displaystyle {\ce {C2H2F4}}}    | 1,1,1,2-tetrafluorethaan ~ Ook wel: R-134a, HFC-134a ~ als freon                                                         |
| {\displaystyle {\ce {C2H2F4}}}    | 1,1,2,2-tetrafluorethaan ~ Ook wel: R-134, HFC-134 ~ als freon                                                           |
| {\displaystyle {\ce {C2H2N2O}}}   | Oxadiazool |
| {\displaystyle {\ce {C2H2N2O}}}   | Furazaan 1,2,5-oxadiazool ~ als Oxadiazool                                                                               |
| {\displaystyle {\ce {C2H2N2O}}}   | Isofurazaan 1,2,4-oxadiazool ~ als Oxadiazool                                                                            |
| {\displaystyle {\ce {C2H2N2O}}}   | 1,2,3-Oxadiazool ~ als Oxadiazool                                                                                        |
| {\displaystyle {\ce {C2H2N2O}}}   | 1,3,4-Oxadiazool ~ als Oxadiazool                                                                                        |
| {\displaystyle {\ce {C2H2N2O2}}}  | Furoxaan ~ 1,2,5-oxadiazool-N-oxide                                                                                      |
| {\displaystyle {\ce {C2H2N2S}}}   | Thiadiazool (4 isomeren)                                                                                                 |
| {\displaystyle {\ce {C2H2N4}}}    | 1,2,3,4-tetrazine ~ als tetrazine, cyclisch azine                                                                        |
| {\displaystyle {\ce {C2H2N4}}}    | 1,2,3,5-tetrazine ~ als tetrazine, cyclisch azine                                                                        |
| {\displaystyle {\ce {C2H2N4}}}    | 1,2,4,5-tetrazine ~ als tetrazine, cyclisch azine                                                                        |
| {\displaystyle {\ce {C2H2O}}}     | Ethenon ~ Formule: {\displaystyle {\ce {H2C=C=O}}} ~ als keteen                                                          |
| {\displaystyle {\ce {C2H2O}}}     | Ethynol ~ Formule: {\displaystyle {\ce {HC#COH}}}                                                                        |
| {\displaystyle {\ce {C2H2O}}}     | Oxireen ~ Ook wel: acetyleenepoxide                                                                                      |
| {\displaystyle {\ce {C2H2O2}}}    | Glyoxaal ~ IUPAC: ethaandial                                                                                             |
| {\displaystyle {\ce {C2H2O3}}}    | Glyoxylzuur ~ in elektrofiele aromatische substitutie                                                                    |
| {\displaystyle {\ce {C2H2O4}}}    | Oxaalzuur ~ IUPAC: ethaandizuur ~ Ook wel: ethaandizuurdihydraat, oxaalzuurdihydraat ~ als dicarbonzuur, ontweringswater |
| {\displaystyle {\ce {C2H2O8Pb3}}} | Loodwit ~ Formule: {\displaystyle {\ce {2PbCO3.Pb(OH)2}}}                                                                |
| {\displaystyle {\ce {C2H2S}}}     | Thiireen |

## C2H3
| Brutoformule                      | Naam |
| --------------------------------- | --- |
| {\displaystyle {\ce {C2H3Br}}}    | Broometheen ~ Ook wel: vinylbromide ~ met HI in regel van Markovnikov |
| {\displaystyle {\ce {C2H3BrO}}}   | Acetylbromide ~ Formule |
| {\displaystyle {\ce {C2H3BrO}}}   | Broomazijnzuur ~ Formule: {\displaystyle {\ce {BrCH2COOH}}} |
| {\displaystyle {\ce {C2H3Cl}}}    | Chlooretheen ~ Ook wel: vinylchloride |
| {\displaystyle {\ce {C2H3Cl}}}    | Polyvinylchloride |
| {\displaystyle {\ce {C2H3ClO}}}   | Acetylchloride ~ Formule: {\displaystyle {\ce {CH3COCl}}} |
| {\displaystyle {\ce {C2H3ClO}}}   | Chlooraceetaldehyde ~ Formule: {\displaystyle {\ce {ClCH2CHO}}} |
| {\displaystyle {\ce {C2H3ClO2}}}  | Chloorazijnzuur ~ in de bereiding van malonzuur |
| {\displaystyle {\ce {C2H3ClO2}}}  | Methylchloorformiaat |
| {\displaystyle {\ce {C2H3ClF2}}}  | 1-chloor-1,1-difluorethaan ~ in synthese 1,1-difluoretheen |
| {\displaystyle {\ce {C2H3Cl2F}}}  | 1,1-dichloor-1-fluorethaan ~ in synthese 1,1-difluoretheen |
| {\displaystyle {\ce {C2H3Cl3}}}   | 1,1,1-trichloorethaan ~ in synthese 1,1-difluoretheen |
| {\displaystyle {\ce {C2H3Cl3}}}   | 1,1,2-trichloorethaan |
| {\displaystyle {\ce {C2H3Cl3O2}}} | Chloraalhydraat ~ IUPAC: 2,2,2-trichloor-1,1-ethaandiol ~ Ook wel: aquachloraat, chloralhydraat, Noctec, Novochlorhydraat, Somnos, trichlooraceetaldehyde monohydraat ~ reactie met resorcinol |
| {\displaystyle {\ce {C2H3CsO2}}}  | Cesiumacetaat ~ Formule: {\displaystyle {\ce {CsAc, CH3COOCs}}} |
| {\displaystyle {\ce {C2H3F}}}     | Vinylfluoride |
| {\displaystyle {\ce {C2H3FO2}}}   | Fluorazijnzuur ~ Formule: {\displaystyle {\ce {FCH2COOH}}} |
| {\displaystyle {\ce {C2H3F3O}}}   | 2,2,2-Trifluorethanol |
| {\displaystyle {\ce {C2H3F3O3S}}} | Methyltrifluormethaansulfonaat {\displaystyle {\ce {CF3SO2OCH3}}} |
| {\displaystyle {\ce {C2H3IO2}}}   | Joodazijnzuur ~ Formule: {\displaystyle {\ce {ICH2COOH}}} |
| {\displaystyle {\ce {C2H3KO2}}}   | Kaliumacetaat ~ Formule: {\displaystyle {\ce {KAc, CH3COOK}}} ~ Ook wel: E261 ~ als acetaat |
| {\displaystyle {\ce {C2H3KO4}}}   | Kaliumdiformiaat ~Formule: {\displaystyle {\ce {HCOOK.HCOOH}}} |
| {\displaystyle {\ce {C2H3LiO2}}}  | Lithiumacetaat ~ Formule: LiAc, {\displaystyle {\ce {CH3COOLi}}} |
| {\displaystyle {\ce {C2H3N}}}     | Acetonitril {\displaystyle {\ce {CH3C#N}}} ~ IUPAC: ethaannitril |
| {\displaystyle {\ce {C2 ^2H3N}}}  | Gedeutereerd acetonitril {\displaystyle {\ce {C ^2H3C#N}}} |
| {\displaystyle {\ce {C2H3N}}}     | Azirine |
| {\displaystyle {\ce {C2H3N}}}     | Keteenimine {\displaystyle {\ce {H2C=C=NH}}} ~ nevenproduct in bereiding azirine |
| {\displaystyle {\ce {C2H3N}}}     | Methylisocyanide {\displaystyle {\ce {H3C=C#N}}} |
| {\displaystyle {\ce {C2H3NO}}}    | Glycolnitril ~ als cyanohydrine |
| {\displaystyle {\ce {C2H3NO}}}    | Methylisocyanaat |
| {\displaystyle {\ce {C2H3N3}}}    | 1,2,3-triazool ~ als azool |
| {\displaystyle {\ce {C2H3N3}}}    | 1,2,4-triazool ~ als azool |
| {\displaystyle {\ce {C2H3NaO2}}}  | Natriumacetaat ~ Formule: {\displaystyle {\ce {NaAc, CH3COONa}}} ~ Ook wel: E262 ~ als handwarmer                                                                                              |
| {\displaystyle {\ce {C2H3NaO3S}}} | Natriumvinylsulfonaat |

## C2H4
| Brutoformule                           | Naam |
| -------------------------------------- | --- |
| {\displaystyle {\ce {C2H4}}}           | Etheen ~ Ook wel: ethyleen ~ adduct met koperaluminiumchloride ~ in synthese van polyetheen, propanal                                                                                                 |
| {\displaystyle {\ce {C2H4BrI}}}        | 1-Broom-1-jood-ethaan ~ met Ag2O -> acteetaldehyde ~ in regel van Markovnikov |
| {\displaystyle {\ce {C2H4Br2}}}        | 1,1-Dibroomethaan |
| {\displaystyle {\ce {C2H4Br2}}}        | 1,2-Dibroomethaan |
| {\displaystyle {\ce {C2H4ClNO}}}       | Chlooraceetamide |
| {\displaystyle {\ce {C2H4Cl2}}}        | 1,1-Dichloorethaan |
| {\displaystyle {\ce {C2H4Cl2}}}        | 1,2-Dichloorethaan |
| {\displaystyle {\ce {C2H4Cl2O}}}       | Bis(chloormethyl)ether |
| {\displaystyle {\ce {C2H4Cl3KPt}}}     | Kaliumtrichloor(ethyleen)platinaat(II) ~ Ook wel Zeise's zout ~ in synthese Bis(trifenylfosfino)platina(II)dichloride                                                                                 |
| {\displaystyle {\ce {C2H4F2}}}         | 1,1-Difluorethaan |
| {\displaystyle {\ce {C2H4F2}}}         | 1,2-Difluorethaan |
| {\displaystyle {\ce {C2H4FNO}}}        | Fluoraceetamide |
| {\displaystyle {\ce {C2H4I2}}}         | 1,1-Di-joodethaan |
| {\displaystyle {\ce {C2H4I2}}}         | 1,2-Di-joodethaan |
| {\displaystyle {\ce {C2H4N2}}}         | Aminoacetonitril |
| {\displaystyle {\ce {C2H4N2O2}}}       | Glyoxime |
| {\displaystyle {\ce {C2H4N4}}}         | Amitrol |
| {\displaystyle {\ce {C2H4N4}}}         | Dicyaandiamide |
| {\displaystyle {\ce {C2H4N4O2}}}       | Azodicarbonamide ~ Ook wel: azodiformamide |
| {\displaystyle {\ce {C2H4N2O6}}}       | Glycoldinitraat ~ Ook wel:1,2-bis(nitro-oxy)ethaan, dinitroglycol, EGDN, 1,2-ethaandioldinitraat, ethaan-1,2-diyl-dinitraat, ethyleendinitraat, ethyleenglycoldinitraat, ethyleennitraat, nitroglycol |
| {\displaystyle {\ce {C2H4Na2O6S2}}}    | Natriumethionaat (dinatriumzout van ethaan-1,2-sisulfonzuur) ~ in synthese Natriumvinylsulfonaat |
| {\displaystyle {\ce {C2H4O}}}          | Aceetaldehyde ~ IUPAC: ethanal ~ International Chemical Safety Card: 0009 ~ in regel van Markovnikov                                                                                                  |
| {\displaystyle {\ce {C2H4O}}}          | Vinylalcohol ~ IUPAC: ethenol |
| {\displaystyle {\ce {C2H4O}}}          | Etheenoxide ~ ook wel: oxacyclopropaan, epoxyethaan, ethyleenoxide |
| {\displaystyle {\ce {C2H4O}}}-polymeer | Polyvinylalcohol |
| {\displaystyle {\ce {C2H4OS}}}         | Thioazijnzuur ~ Formule: {\displaystyle {\ce {CH3COSH}}} |
| {\displaystyle {\ce {C2H4O2}}}         | Azijnzuur IUPAC: ethaanzuur Ook wel: ijsazijn, edik ~ als verzadigd vetzuur synthese van ~ uit malonzuur reacties van ~ estervorming                                                                  |
| {\displaystyle {\ce {C2 ^2H4O2}}}      | Gedeutereerd azijnzuur |
| {\displaystyle {\ce {C2H4O2}}}         | 1,2-Dioxetaan ~ als dioxetaan |
| {\displaystyle {\ce {C2H4O2}}}         | 1,3-Dioxetaan ~ als dioxetaan |
| {\displaystyle {\ce {C2H4O2}}}         | Glycolaldehyde ~ als diose |
| {\displaystyle {\ce {C2H4O2}}}         | Methylformiaat |
| {\displaystyle {\ce {C2H4O2S}}}        | Thioglycolzuur ~ Ook wel: mercaptoazijnzuur |
| {\displaystyle {\ce {C2H4O3}}}         | Glycolzuur |
| {\displaystyle {\ce {C2H4O3}}}         | Molozonide |
| {\displaystyle {\ce {C2H4O3}}}         | Perazijnzuur |
| {\displaystyle {\ce {C2H4S}}}          | Thiiraan ~ Ook wel: ethyleensulfide |
| {\displaystyle {\ce {C2H4S4}}}         | 1,2,4,5-Tetrathiaan ~ Ook wel: 1,2,4,5-tetrathiacyclohexaan ~ in cyclohexaan-conformaties |
| {\displaystyle {\ce {C2H4S5}}}         | Lenthionine ~ IUPAC: 1,2,3,5,6-pentacycloheptaan ~ ials polysulfide |

## C2H5
| Brutoformule                           | Naam |
| -------------------------------------- | --- |
| {\displaystyle {\ce {C2H5AlO4}}}       | Aluminiummonoacetaat {\displaystyle {\ce {Al(OH)2(CH3COO)}}} ~ als Aluminiumacetaat                                                  |
| {\displaystyle {\ce {C2H5B}}}          | Boriraan |
| {\displaystyle {\ce {C2H5Br}}}         | Broomethaan |
| {\displaystyle {\ce {C2H5Cl}}}         | Chloorethaan |
| {\displaystyle {\ce {C2H5ClO}}}        | 2-Chloorethanol |
| {\displaystyle {\ce {C2H5ClO}}}        | Chloormethoxymethaan ~ Ook wel: MOM-Cl, CMME, chloormethyl-methylether, methoxychloormethaan, chloordimethylether, chloormethylether |
| {\displaystyle {\ce {C2H5ClO2}}}       | 1-chloor-2,2-dihydroxyethaan ~ als acetaal van chlooraceetaldehyde                                                                   |
| {\displaystyle {\ce {C2H5F}}}          | Fluorethaan |
| {\displaystyle {\ce {C2H5Hg}}}         | Ethylkwik |
| {\displaystyle {\ce {C2H5I}}}          | Joodethaan |
| {\displaystyle {\ce {C2H5N}}}          | Aziridine (azacyclopropaan) ~ Ook wel: Ethyleenimine                                                                                 |
| {\displaystyle {\ce {C2H5N}}}-polymeer | Polyethyleenimine |
| {\displaystyle {\ce {C2H5NNaS2}}}      | Metam-natrium |
| {\displaystyle {\ce {C2H5NO}}}         | Aceetaldoxime |
| {\displaystyle {\ce {C2H5NO}}}         | Aceetamide |
| {\displaystyle {\ce {C2H5NO}}}         | N-methylformamide |
| {\displaystyle {\ce {C2H5NO2}}}        | Glycine ~ IUPAC: amino-ethaanzuur |
| {\displaystyle {\ce {C2H5NO2}}}        | Nitroethaan |
| {\displaystyle {\ce {C2H5NS}}}         | Thioaceetamide |
| {\displaystyle {\ce {C2H5KO}}}         | Kaliumethoxide {\displaystyle {\ce {CH3CH2OK}}} ~ in synthese fosfines                                                               |
| {\displaystyle {\ce {C2H5NaO}}}        | Natriumethoxide {\displaystyle {\ce {CH3CH2ONa}}} ~ Ook wel: Natriumethanolaat                                                       |
| {\displaystyle {\ce {C2H5NaO3S2}}}     | Mesna ~ Formule: {\displaystyle {\ce {HSCH2CH2SO3Na}}}                                                                               |

## C2H6
| Brutoformule                             | Naam |
| ---------------------------------------- | --- |
| {\displaystyle {\ce {C2H6}}}             | Ethaan |
| {\displaystyle {\ce {C2H6ClO2PS}}}       | Dimethylfosforochloridothioaat |
| {\displaystyle {\ce {C2H6ClO3P}}}        | Ethefon ~ IUPAC: 2-chlooretaanfosfonzuur                                                                                             |
| {\displaystyle {\ce {C2H6Cl2Si}}}        | Dimethyldichloorsilaan |
| {\displaystyle {\ce {(C2H6)BCl3S}}}      | Boortrichloride-dimethtylsulfide-adduct ~ Formule: {\displaystyle {\ce {BCl3.S(CH3)2}}} ~ als bron voor boortrichloride              |
| {\displaystyle {\ce {C2H6CuLi}}}         | Lithiumdimethylkoper ~ Formule: {\displaystyle {\ce {(CH3)2CuLi}}} ~ als organometaalverbinding ~ als Gilman-reagens                 |
| {\displaystyle {\ce {C2H6Hg}}}           | Dimethylkwik |
| {\displaystyle {\ce {C2H6Mg}}}           | Dimethylmagnesium |
| {\displaystyle {\ce {C2H6N2}}}           | Acetamidine ~ als Amidine |
| {\displaystyle {\ce {C2H6N2}}}           | Azomethaan ~ Formule H3CN=NCH3 ~ in iso-elektronische stoffen                                                                        |
| {\displaystyle {\ce {C2H6N2O}}}          | Dimethylnitrosamine |
| {\displaystyle {\ce {C2H6N4O2}}}         | hydrazodicarbonamide ~ Ook wel: biureum ~ in bereiding azodicarbonamide                                                              |
| {\displaystyle {\ce {C2H6Na4O12}}}       | Natriumpercarbonaat ~ Formule: {\displaystyle {\ce {2Na2CO3.3(H2O2)}}} ~ handelsnaam voor natriumcarbonaat - waterstofperoxide (2/3) |
| {\displaystyle {\ce {C2H6O}}}            | Dimethylether ~ IUPAC: methoxymethaan                                                                                                |
| {\displaystyle {\ce {C2H6O}}}            | Ethanol ~ Ook wel: alcohol, brandspiritus, ethylalcohol ~ als sterkwater ~ in norvanol ~ in bereiding ethylformiaat                  |
| {\displaystyle {\ce {C2 ^2H6O}}}         | Gedeutereerd ethanol |
| {\displaystyle {\ce {C2H6OS}}}           | Dimethylsulfoxide ~ Ook wel: DMSO ~ als aprotisch oplosmiddel                                                                        |
| {\displaystyle {\ce {C2 ^2H6OS}}}        | Gedeutereerd dimethylsulfoxide |
| {\displaystyle {\ce {C2H6OS}}}           | 2-mercapto-ethanol |
| {\displaystyle {\ce {C2H6OSi}}}-polymeer | Polydimethylsiloxaan |
| {\displaystyle {\ce {C2H6O2}}}           | 1,2-Ethaandiol ~ Ook wel: Etheenglycol ~ als grondstof voor polyethyleentereftalaat                                                  |
| {\displaystyle {\ce {C2H6O2S}}}          | Dimethylsulfon |
| {\displaystyle {\ce {C2H6O3S}}}          | Dimethylsulfiet |
| {\displaystyle {\ce {C2H6O3S}}}          | Methylmethaansulfonaat |
| {\displaystyle {\ce {C2H6O4S}}}          | Dimethylsulfaat ~ Formule: {\displaystyle {\ce {(CH3)2SO4}}} ~ in bereiding anisol                                                   |
| {\displaystyle {\ce {C2H6O4S}}}          | 2-Hydroxyethaansulfonzuur |
| {\displaystyle {\ce {C2H6O6S2}}}         | Ethionzuur (Ethaan-1,2-disulfonzuur) ~ in synthese Natriumvinylsulfonaat                                                             |
| {\displaystyle {\ce {C2H6O12Zn5}}}       | Hydrozinkiet ~ Formule: {\displaystyle {\ce {Zn5(CO3)2(OH)6}}}                                                                       |
| {\displaystyle {\ce {C2H6S}}}            | Dimethylsulfide |
| {\displaystyle {\ce {C2H6S}}}            | Ethaanthiol |
| {\displaystyle {\ce {C2H6S2}}}           | Dimethyldisulfide |
| {\displaystyle {\ce {C2H6Te}}}           | Dimethyltelluride |
| {\displaystyle {\ce {C2H6Zn}}}           | Dimethylzink |

## C2H7
| Brutoformule                      | Naam                                                                         |
| --------------------------------- | ---------------------------------------------------------------------------- |
| {\displaystyle {\ce {C2H7AsO2}}}  | Kakodylzuur ~ Formule: {\displaystyle {\ce {(CH3)2AsOOH}}} ~ in Agent Orange |
| {\displaystyle {\ce {C2H7ClSi}}}  | Dimethylchloorsilaan                                                         |
| {\displaystyle {\ce {C2H7N}}}     | Ethylamine ~ Formule: {\displaystyle {\ce {CH3CH2NH2}}}                      |
| {\displaystyle {\ce {C2H7N}}}     | Dimethylamine ~ Formule: {\displaystyle {\ce {(CH3)2NH}}}                    |
| {\displaystyle {\ce {C2H7NO}}}    | 2-Amino-ethanol ~ Ook wel: Ethanolamine                                      |
| {\displaystyle {\ce {C2H7NO2}}}   | Ammoniumacetaat                                                              |
| {\displaystyle {\ce {C2H7NO2S}}}  | Ammoniumthioglycolaat                                                        |
| {\displaystyle {\ce {C2H7NO2S}}}  | Hypotaurine                                                                  |
| {\displaystyle {\ce {C2H7NO3S}}}  | Taurine ~ IUPAC: 2-amino-ethaansulfonzuur                                    |
| {\displaystyle {\ce {C2H7NS}}}    | Cysteamine                                                                   |
| {\displaystyle {\ce {C2H7O2PS2}}} | O,O-dimethyldithiofosforzuur                                                 |
| {\displaystyle {\ce {C2H7O3P}}}   | Dimethylfosfiet                                                              |

## C2H8
| Brutoformule                      | Naam                                                                   |
| --------------------------------- | ---------------------------------------------------------------------- |
| {\displaystyle {\ce {C2H8NO2PS}}} | Methamidofos                                                           |
| {\displaystyle {\ce {C2H8N2}}}    | 1,1-dimethylhydrazine                                                  |
| {\displaystyle {\ce {C2H8N2}}}    | Ethyleendiamine ~ Formule: {\displaystyle {\ce {H2N(CH2)2NH2}}}        |
| {\displaystyle {\ce {C2H8N2O3}}}  | ethylammoniumnitraat ~ als ionische vloeistof                          |
| {\displaystyle {\ce {C2H8N2O4}}}  | Ammoniumoxalaat                                                        |
| {\displaystyle {\ce {C2H8N4}}}    | Tetra-aminoetheen                                                      |
| {\displaystyle {\ce {C2H8O2Si}}}  | Dimethylsilaandiol {\displaystyle {\ce {(CH3)2Si(OH)2}}} ~ als Silanol |